# سن-فرنسوا-دو-لا-ریوییر-دو-سود، کبک
سن-فرنسوا-دو-لا-ریوییر-دو-سود (به فرانسوی: Saint-François-de-la-Rivière-du-Sud) شهری در منطقه شهری مومانی منطقه شودییر-آپالاش در استان کبک کانادا است. در سرشماری سال ۲۰۱۱ این شهر ۱٬۵۸۵ نفر جمعیت داشته‌است و مساحت آن ۹۵٫۴۹ کیلومتر مربع است.